# Rok Marguč
Rok Marguč (* 25. Mai 1986 in Celje) ist ein slowenischer Snowboarder.

## Werdegang
Marguč fuhr sein erstes Weltcuprennen im Februar 2004 in Maribor, welches er auf dem 52. Platz im Parallelslalom beendete. Bei den Juniorenweltmeisterschaften 2005 in Zermatt gewann er Silber im Parallel-Riesenslalom. Bei den Snowboard-Weltmeisterschaften 2007 in Arosa belegte er den 22. Platz im Parallelslalom und den 12. Rang im Parallel-Riesenslalom. In der Saison 2006/07 erreichte er in San Vigilio di Marebbe mit dem achten Rang im Parallel-Riesenslalom seine erste Top-Zehn-Platzierung im Weltcup. Bei der Winter-Universiade 2007 in Bardonecchia gewann er Gold im Riesenslalom. Im Februar 2007 holte er in Furano mit dem dritten Platz seinen ersten Podestplatz. Bei den Snowboard-Weltmeisterschaften 2009 in Gangwon errang er den 12. Platz im Parallelslalom. Bei seiner ersten Olympiateilnahme 2010 in Vancouver belegte er den 23. Rang im Parallel-Riesenslalom. Den bis dahin größten Erfolg schaffte er bei den Snowboard-Weltmeisterschaften 2011 in La Molina. Dort holte er Bronze im Parallelslalom und Silber im Parallel-Riesenslalom. Bei den Snowboard-Weltmeisterschaften 2013 in Stoneham gewann er Gold im Parallelslalom. Im März 2013 holte er in Arosa im Parallel-Riesenslalom seinen ersten Weltcupsieg. Bei den Olympischen Winterspielen 2014 in Sotschi kam er auf 12. Platz im Parallelslalom und den fünften Rang im Parallel-Riesenslalom. In der Saison 2014/15 kam er im Weltcup fünfmal unter die ersten Zehn und erreichte damit den neunten Platz im Parallelweltcup. Beim Saisonhöhepunkt, den Snowboard-Weltmeisterschaften 2015 am Kreischberg, belegte er den 11. Platz im Parallel-Riesenslalom und gewann im Parallelslalom die Bronzemedaille. In der folgenden Saison kam er bei sieben Teilnahmen im Weltcup, viermal unter die ersten Zehn. Dabei errang er in Winterberg und in Moskau jeweils den dritten Platz und in Kayseri den zweiten Platz. Zum Saisonende erreichte er den sechsten Platz im Parallelslalom-Weltcup und jeweils den fünften Rang im Parallel-Weltcup und im Parallel-Riesenslalom-Weltcup. Im folgenden Jahr belegte er bei den Snowboard-Weltmeisterschaften in Sierra Nevada den 21. Platz im Parallel-Riesenslalom und den 16. Rang im Parallelslalom. In der Saison 2017/18 belegte er mit Platz drei im Parallelslalom in Winterberg und Platz zwei im Parallel-Riesenslalom in Lackenhof, den neunten Platz im Parallel-Weltcup und den achten Rang im Parallelslalom-Weltcup. Beim Saisonhöhepunkt, den Olympischen Winterspielen 2018 in Pyeongchang, kam er auf den 17. Platz im Parallel-Riesenslalom. In den folgenden Jahren fuhr er auf den Snowboard-Weltmeisterschaften 2019 in Park City auf den 25. Platz im Parallel-Riesenslalom, bei den Snowboard-Weltmeisterschaften 2021 in Rogla auf den 40. Platz im Parallel-Riesenslalom sowie auf den 28. Rang im Parallelslalom und bei den Olympischen Winterspielen 2022 in Peking auf den 25. Platz im Parallel-Riesenslalom.

## Teilnahmen an Weltmeisterschaften und Olympischen Winterspielen

### Olympische Winterspiele
- 2010 Vancouver: 23. Platz Parallel-Riesenslalom
- 2014 Sotschi: 5. Platz Parallel-Riesenslalom, 12. Platz Parallelslalom
- 2018 Pyeongchang: 17. Platz Parallel-Riesenslalom
- 2022 Peking: 25. Platz Parallel-Riesenslalom

### Snowboard-Weltmeisterschaften
- 2007 Arosa: 12. Platz Parallel-Riesenslalom, 22. Platz Parallelslalom
- 2009 Gangwon: 12. Platz Parallel-Riesenslalom
- 2011 La Molina: 2. Platz Parallel-Riesenslalom, 3. Platz Parallelslalom
- 2013 Stoneham: 1. Platz Parallelslalom, 12. Platz Parallel-Riesenslalom
- 2015 Kreischberg: 3. Platz Parallelslalom, 11. Platz Parallel-Riesenslalom
- 2017 Sierra Nevada: 16. Platz Parallelslalom, 21. Platz Parallel-Riesenslalom
- 2019 Park City: 25. Platz Parallel-Riesenslalom
- 2021 Rogla: 28. Platz Parallelslalom, 40. Platz Parallel-Riesenslalom
- 2023 Bakuriani: 13. Platz Parallelslalom, 19. Platz Parallel-Riesenslalom
- 2025 Engadin: 26. Platz Parallel-Riesenslalom, 28. Platz Parallelslalom

## Weltcupsiege und Weltcup-Gesamtplatzierungen

### Weltcupsiege
| Nr. | Datum         | Ort   | Disziplin             |
| --- | ------------- | ----- | --------------------- |
| 1.  | 10. März 2013 | Arosa | Parallel-Riesenslalom |

### Weltcup-Gesamtplatzierungen
| Saison  | Parallel | Parallel | Parallel-Riesenslalom | Parallel-Riesenslalom | Parallelslalom | Parallelslalom |
| Saison  | Punkte   | Platz    | Punkte                | Platz                 | Punkte         | Platz          |
| ------- | -------- | -------- | --------------------- | --------------------- | -------------- | -------------- |
| 2005/06 | 56       | 66.      | -                     | -                     | -              | -              |
| 2006/07 | 2490     | 11.      | -                     | -                     | -              | -              |
| 2007/08 | 1996     | 18.      | -                     | -                     | -              | -              |
| 2008/09 | 779      | 28.      | -                     | -                     | -              | -              |
| 2009/10 | 2420     | 8.       | -                     | -                     | -              | -              |
| 2010/11 | 3060     | 7.       | -                     | -                     | -              | -              |
| 2011/12 | 1880     | 18.      | -                     | -                     | -              | -              |
| 2012/13 | 2260     | 6.       | 2100                  | 3.                    | 332            | 23.            |
| 2013/14 | 1770     | 8.       | 1040                  | 6.                    | 730            | 12.            |
| 2014/15 | 2212     | 9.       | 1320                  | 6.                    | 892            | 16.            |
| 2015/16 | 2790     | 5.       | 1270                  | 5.                    | 1520           | 6.             |
| 2016/17 | 1248,1   | 20.      | 868,1                 | 20.                   | 380            | 19.            |
| 2017/18 | 3110     | 9.       | 2260                  | 13.                   | 850            | 8.             |
| 2018/19 | 1300     | 24.      | 1080                  | 23.                   | 220            | 32.            |
| 2019/20 | 637,6    | 31.      | 397,6                 | 33.                   | 240            | 26.            |
| 2020/21 | 34       | 35.      | 17                    | 33.                   | 17             | 33.            |
| 2021/22 | 43       | 35.      | 32                    | 33.                   | 11             | 38.            |
| 2022/23 | 146      | 23.      | 48                    | 25.                   | 98             | 15.            |
| 2023/24 | 165      | 20.      | 95                    | 20.                   | 70             | 18.            |
| 2024/25 | 63       | 34.      | 40                    | 34.                   | 23             | 30.            |